# كيمبرلي سميث
كيمبرلي «كيم» سميث (بالإنجليزية: Kimberley Smith)‏ (ولدت في 19 نوفمبر 1981) عداءة من نيوزيلندا للمسافات المتوسطة والطويلة متخصصة في 5000 و 10000 متر.
تخرجت من كلية بروفيدانس 2005. فازت سميث ببطولة اختراق الضاحية الفردي للسيدات NCAA عام 2004. وفازت بثلاثة ألقاب NCAA في السباق الفردي الداخلي (5000 متر و 3,000 متر) و المسار الخارجي (5000 متر) خلال موسم 2003-2004.
وسجلت رقما قياسيا في ماراثون لندن 2010 التي حصلت فيها على المركز الثامن وسجلت زمن 02:25:21  وحصلت على لقب أسرع امرأة في سباق النصف ماراثون في الولايات المتحدة الأمريكية. عندما فازت بنصف ماراثون لويزيانا 2011 بزمن 01:07:36. في ماراثون بوسطن عام 2011: كانت سميث المتصدرة إلى ان جرح ساقها في الميل ال15 لتسقط وتنسحب من الماراثون قبل الوصول لخط النهاية بسبعة اميال.

## روابط خارجية
- كيمبرلي سميث على موقع الاتحاد الدولي لألعاب القوى (الإنجليزية)
- كيمبرلي سميث على موقع أوليمبيديا (الإنجليزية)
- كيمبرلي سميث على موقع اللجنة الأولمبية النيوزيلندية (الإنجليزية)